# Elaeocarpus coriaceus
Espèce
Synonymes
- Elaeocarpus obovatus Arn.[1]

Statut de conservation UICN

 EN B1+2c : En danger
Elaeocarpus coriaceus est une espèce de plantes de la famille des Elaeocarpaceae.

## Publication originale
- Hooker's Icones Plantarum 2: t. 154. 1837.